# Bahnstrecke Naumburg–Artern
| Streckennummer: | 6726                 |                                               |                                               |
| Kursbuchstrecke (DB): | 585                  |                                               |                                               |
| Kursbuchstrecke: | 159e (1934)          |                                               |                                               |
| Streckenlänge: | 55,356 km            |                                               |                                               |
| Spurweite: | 1435 mm (Normalspur) |                                               |                                               |
| Streckenklasse: | CM4                  |                                               |                                               |
| Minimaler Radius: | 300 m                |                                               |                                               |
| Streckengeschwindigkeit: | 80 km/h              |                                               |                                               |
| |                      |                                               |                                               |
| \| \| \| von Halle (Saale) Hbf \| \| \| \| \| von Teuchern \| \| \| \| 0,000 \| Naumburg (Saale) Hbf \| Naumburg (Saale) Hbf \| \| \| \| Bundesstraße 180 \| \| \| \| \| nach Bebra \| \| \| \| \| Saale \| \| \| \| 1,600 \| Naumburg-Roßbach (seit 2012) \| Naumburg-Roßbach (seit 2012) \| \| \| 3,063 \| Kleinjena \| Kleinjena \| \| \| \| Bundesstraße 176, Bundesstraße 180 \| \| \| \| 6,165 \| Freyburg (Unstrut) (Reiseverkehr bis 2012) \| Freyburg (Unstrut) (Reiseverkehr bis 2012) \| \| \| 6,500 \| Freyburg (Unstrut) Bahnsteig (Bft, seit 2012) \| Freyburg (Unstrut) Bahnsteig (Bft, seit 2012) \| \| \| 8,637 \| Balgstädt \| Balgstädt \| \| \| 13,185 \| Laucha (Unstrut) \| Laucha (Unstrut) \| \| \| \| nach Kölleda \| \| \| \| 16,124 \| Kirchscheidungen \| Kirchscheidungen \| \| \| \| Unstrut \| \| \| \| 19,764 \| Karsdorf Zementwerk \| Karsdorf Zementwerk \| \| \| \| Anst Zementwerk Karsdorf \| \| \| \| 20,827 \| Karsdorf \| Karsdorf \| \| \| \| Eltersdorf–Leipzig Hbf (Schnellfahrstrecke) \| \| \| \| 24,900 \| Reinsdorf (b Nebra) (seit 2012) \| Reinsdorf (b Nebra) (seit 2012) \| \| \| 25,193 \| Awanst Saale-Unstrut-Bahn \| Awanst Saale-Unstrut-Bahn \| \| \| \| von Röblingen am See \| \| \| \| 25,681 \| Vitzenburg (Reiseverkehr bis 2011, ehem. Bf) \| Vitzenburg (Reiseverkehr bis 2011, ehem. Bf) \| \| \| 29,138 \| Nebra \| Nebra \| \| \| 29,595 \| Infrastrukturgrenze DB Netz / DRE \| Infrastrukturgrenze DB Netz / DRE \| \| \| 31,500 \| Wangen (Unstrut) (seit 2009) \| Wangen (Unstrut) (seit 2009) \| \| \| 38,583 \| Landesgrenze Sachsen-Anhalt / Thüringen \| Landesgrenze Sachsen-Anhalt / Thüringen \| \| \| \| Anst Kaliwerk \| \| \| \| 40,125 \| Roßleben \| Roßleben \| \| \| 41,400 \| Unstrut \| Unstrut \| \| \| 43,200 \| Unstrut-Flutkanal \| Unstrut-Flutkanal \| \| \| 44,346 \| Donndorf (Unstrut) \| Donndorf (Unstrut) \| \| \| 48,846 \| Gehofen \| Gehofen \| \| \| \| nach Erfurt \| \| \| \| 52,669 \| Reinsdorf (b Artern) \| Reinsdorf (b Artern) \| \| \| 52,900 \| Unstrut-Flutkanal \| Unstrut-Flutkanal \| \| \| 54,771 \| Infrastrukturgrenze DRE / DB Netz \| Infrastrukturgrenze DRE / DB Netz \| \| \| 55,200 \| Unstrut \| Unstrut \| \| \| 00 \| von Erfurt Hbf \| von Erfurt Hbf \| \| \| 55,356 \| Artern \| Artern \| \| \| \| nach Sangerhausen \| \| |                      |                                               |                                               |
| Strecke |                      | von Halle (Saale) Hbf                         | von Halle (Saale) Hbf                         |
| Abzweig geradeaus und von links |                      | von Teuchern                                  | von Teuchern                                  |
| Bahnhof | 0,000                | Naumburg (Saale) Hbf                          | Naumburg (Saale) Hbf                          |
| Strecke mit Straßenbrücke |                      | Bundesstraße 180                              | Bundesstraße 180                              |
| Abzweig geradeaus und nach links |                      | nach Bebra                                    | nach Bebra                                    |
| Brücke über Wasserlauf |                      | Saale                                         | Saale                                         |
| Haltepunkt / Haltestelle | 1,600                | Naumburg-Roßbach (seit 2012)                  | Naumburg-Roßbach (seit 2012)                  |
| Haltepunkt / Haltestelle | 3,063                | Kleinjena                                     | Kleinjena                                     |
| Strecke mit Straßenbrücke |                      | Bundesstraße 176, Bundesstraße 180            | Bundesstraße 176, Bundesstraße 180            |
| Dienststation / Betriebs- oder Güterbahnhof | 6,165                | Freyburg (Unstrut) (Reiseverkehr bis 2012)    | Freyburg (Unstrut) (Reiseverkehr bis 2012)    |
| Haltepunkt / Haltestelle | 6,500                | Freyburg (Unstrut) Bahnsteig (Bft, seit 2012) | Freyburg (Unstrut) Bahnsteig (Bft, seit 2012) |
| Haltepunkt / Haltestelle | 8,637                | Balgstädt                                     | Balgstädt                                     |
| Bahnhof | 13,185               | Laucha (Unstrut)                              | Laucha (Unstrut)                              |
| Abzweig geradeaus und ehemals nach links |                      | nach Kölleda                                  | nach Kölleda                                  |
| Haltepunkt / Haltestelle | 16,124               | Kirchscheidungen                              | Kirchscheidungen                              |
| Brücke über Wasserlauf |                      | Unstrut                                       | Unstrut                                       |
| Haltepunkt / Haltestelle | 19,764               | Karsdorf Zementwerk                           | Karsdorf Zementwerk                           |
| Abzweig geradeaus und von rechts |                      | Anst Zementwerk Karsdorf                      | Anst Zementwerk Karsdorf                      |
| Bahnhof | 20,827               | Karsdorf                                      | Karsdorf                                      |
| Kreuzung geradeaus unten |                      | Eltersdorf–Leipzig Hbf (Schnellfahrstrecke)   | Eltersdorf–Leipzig Hbf (Schnellfahrstrecke)   |
| Haltepunkt / Haltestelle | 24,900               | Reinsdorf (b Nebra) (seit 2012)               | Reinsdorf (b Nebra) (seit 2012)               |
| Blockstelle | 25,193               | Awanst Saale-Unstrut-Bahn                     | Awanst Saale-Unstrut-Bahn                     |
| Abzweig geradeaus und ehemals von rechts |                      | von Röblingen am See                          | von Röblingen am See                          |
| Blockstelle | 25,681               | Vitzenburg (Reiseverkehr bis 2011, ehem. Bf)  | Vitzenburg (Reiseverkehr bis 2011, ehem. Bf)  |
| Bahnhof | 29,138               | Nebra                                         | Nebra                                         |
| Wechsel des Eisenbahninfrastrukturunternehmens | 29,595               | Infrastrukturgrenze DB Netz / DRE             | Infrastrukturgrenze DB Netz / DRE             |
| Haltepunkt / Haltestelle | 31,500               | Wangen (Unstrut) (seit 2009)                  | Wangen (Unstrut) (seit 2009)                  |
| Grenze | 38,583               | Landesgrenze Sachsen-Anhalt / Thüringen       | Landesgrenze Sachsen-Anhalt / Thüringen       |
| Abzweig geradeaus und ehemals von rechts |                      | Anst Kaliwerk                                 | Anst Kaliwerk                                 |
| Bahnhof | 40,125               | Roßleben                                      | Roßleben                                      |
| Brücke über Wasserlauf | 41,400               | Unstrut                                       | Unstrut                                       |
| Brücke über Wasserlauf | 43,200               | Unstrut-Flutkanal                             | Unstrut-Flutkanal                             |
| Bahnhof | 44,346               | Donndorf (Unstrut)                            | Donndorf (Unstrut)                            |
| Bahnhof | 48,846               | Gehofen                                       | Gehofen                                       |
| Abzweig geradeaus und ehemals nach links |                      | nach Erfurt                                   | nach Erfurt                                   |
| Haltepunkt / Haltestelle | 52,669               | Reinsdorf (b Artern)                          | Reinsdorf (b Artern)                          |
| Brücke über Wasserlauf | 52,900               | Unstrut-Flutkanal                             | Unstrut-Flutkanal                             |
| Wechsel des Eisenbahninfrastrukturunternehmens | 54,771               | Infrastrukturgrenze DRE / DB Netz             | Infrastrukturgrenze DRE / DB Netz             |
| Brücke über Wasserlauf | 55,200               | Unstrut                                       | Unstrut                                       |
| Abzweig geradeaus und von links | 00                   | von Erfurt Hbf                                | von Erfurt Hbf                                |
| Bahnhof | 55,356               | Artern                                        | Artern                                        |
| Strecke |                      | nach Sangerhausen                             | nach Sangerhausen                             |

Die Bahnstrecke Naumburg–Artern, bekannt als Unstrutbahn, ist eine Nebenbahn in Sachsen-Anhalt und Thüringen. Sie verläuft im Tal der Unstrut von Naumburg (Saale) über Freyburg (Unstrut) und Nebra nach Artern, wo sie in die Hauptbahn Sangerhausen–Erfurt einmündet.

## Geographie

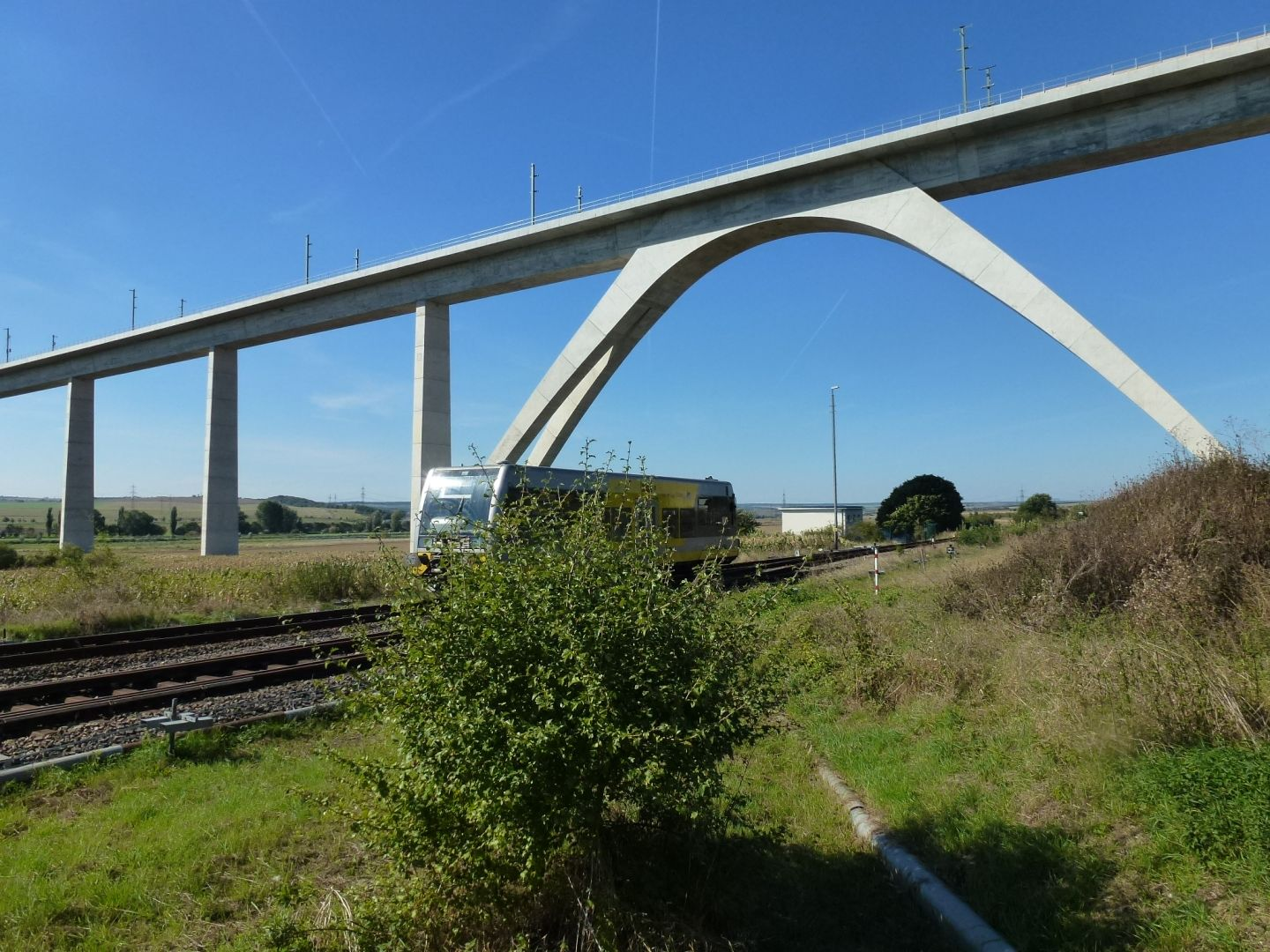
Unstruttalbrücke bei Karsdorf über der Unstrutbahn

Zwischen Naumburg/Saale und Roßleben verläuft die Strecke größtenteils unmittelbar an der Unstrut und dem Unstrutradwanderweg entlang und bietet häufig Ausblicke in die hügelige Landschaft und auf Schlösser und Burgen. Bei Karsdorf überquert die Eisenbahn-Neubaustrecke Erfurt–Leipzig/Halle auf der 2668 Meter langen Unstruttalbrücke die Strecke der Unstrutbahn und den daneben verlaufenden gleichnamigen Fluss.
Ostwärts schließt sich an die Unstrutbahn die Naumburg-Teucherner Bahn an, auf der nur noch zwischen Naumburg (Saale) Hbf und Naumburg (Saale) Ost Personenzüge verkehren. Diese sind mit der Unstrutbahn durchgebunden. Westwärts schloss sich an die Unstrutbahn die 2006 stillgelegte Kyffhäuserbahn von Bretleben nach Sondershausen an. In Laucha zweigt die inzwischen stillgelegte Finnebahn von der Unstrutbahn ab, eine funktionsfähige Verbindung besteht nicht mehr.

## Geschichte

### Planung und Bau
Mit dem Wegfall der Zollschranken und der beginnenden Industrialisierung wurde der Ruf nach einer Eisenbahnstrecke durch das Unstruttal lauter, da man sich hier Salz-, Kohle- und Buntsandsteinvorkommen erhoffte. Der Transport mit dem Schiff erschien wenig wirtschaftlich.
1872 wurde eine Aktiengesellschaft gegründet, die den Bau der Strecke durch das damals gewerbereiche Unstruttal bewerkstelligen sollte. Das Projekt scheiterte jedoch an der Finanzierung. Man übertrug dann die Verwirklichung des Projekts der Deutschen Eisenbahnbaugesellschaft in Berlin; diese ging jedoch in Konkurs. Daraufhin löste sich die Unstrutbahn-Gesellschaft 1874 auf.
Die ersten Aktivitäten, die den eigentlichen Bahnbau einleiten sollten, begannen am 19. Juni 1882. Der Eisenbahndirektion Erfurt erteilte der preußische Minister für Handel, Gewerbe und öffentliche Arbeiten Albert von Maybach den Auftrag, mit Vorarbeiten für die Strecke zu beginnen. Damit war auch der Beginn von Vermessungsarbeiten verbunden. Dies vollzog sich alles zügig und zweckmäßig. Im Abschnitt zwischen Naumburg und Roßbach lief die Vermessung relativ problemlos, auf dem restlichen Verlauf hingegen eher schwierig. Das ist darauf zurückzuführen, dass der gewünschte Streckenverlauf sich nicht auf öffentlichem Gelände befand. Ebenfalls wollten die Bauern keine Teilung ihrer Felder durch die Eisenbahn in Kauf nehmen. Des Weiteren stellte das Fürstentum Schwarzburg-Sondershausen spezielle Forderungen bezüglich der Trassenführung, die als nicht akzeptabel erachtet wurden. Aus dem Grund galt die Querung einer Auenniederung bei Donndorf und Gehofen als alternativlos. Ein preußisches Gesetz vom 4. April 1884 erteilte die Genehmigung zum Bau und Betrieb der Strecke, welche von Naumburg über Freyburg, Laucha, Karsdorf, Nebra, Roßleben und Donndorf nach Artern führen sollte. Die Planung war bereits abgeschlossen und die Finanzierung vorerst gesichert. Aufgrund länger anhaltender Streitfragen dauerte der Baubeginn noch bis September 1887. Beim Bau kam es neben der Sumpfquerung auch zu Dammaufschüttungen und Abbrüchen von Buntsandsteinhängen. Die Strecke konnte bereits am 20. September 1889 landespolizeilich abgenommen werden. Mit dem Bau waren allerdings auch etliche Bauunfälle verbunden, teils mit Personenschäden.

### Eröffnung
Um die Feierlichkeiten zur Eröffnung der Strecke vorzubereiten, konstituierte sich dazu ein Festkomitee. Im Umkreis von Artern berichtete  ab dem 24. September ein Anzeiger darüber. Wie eine andere Ausgabe berichtet, meldeten sich im Vorfeld weit über 200 Personen für die Eröffnungsfeier an. Am 30. September, einen Tag vor der offiziellen Inbetriebnahme, fand schließlich die Einweihung statt. Um 8:50 Uhr startete ein voll besetzter Sonderzug von Naumburg in Richtung Artern. An Bord befanden sich wichtige Vertreter aus Politik und Wirtschaft, darunter Handelsminister Albert von Maybach. In allen Zwischenbahnhöfen der Strecke wurde gehalten. Einen längeren Stopp legte man in Laucha ein. Gegen 12:00 Uhr endete der Sonderzug in Artern. Kanonenschläge, Musikkapellen und ein Heer an Menschen begleiteten die Feierlichkeiten. Genau um 12:48 Uhr fuhr der Sonderzug mit ungefähr 240 Gästen wieder zurück nach Naumburg. Die Inbetriebnahme der Bahnstrecke erfolgte am 1. Oktober 1889. Zunächst verkehrten vier Zugpaare von Artern nach Naumburg. Die Fahrzeit auf dieser Relation betrug zweieinhalb Stunden. In die entgegengesetzte Richtung dauerte es aufgrund mehrerer Zugkreuzungen etwa 20 Minuten länger.
Zwei Tage nach der Inbetriebnahme, am Vormittag des 3. Oktobers, musste der Verkehr auf dem Abschnitt zwischen Donndorf, Roßleben, Nebra und Naumburg wieder eingestellt werden. Grobe Fehler beim Bau kurz vor der Eröffnung werden als Ursache für Dammrutsche, Gleissenkungen und -verwerfungen betrachtet. Die Reparaturarbeiten wurden zügig abgeschlossen, sodass am 6. Oktober schon wieder Züge fahren konnten. Doch das erste Betriebsjahr war trotz einiger Aus- und Unfälle grundsätzlich von einem stetigen Aufschwung geprägt. Im Winter 1890 kam es zu einem Hochwasser, das einen Damm unterspülte. Hinzu kamen noch die Entgleisung eines Reisezuges im März 1890 und ein tödlicher Unfall eines Rangierarbeiters.
Einer Meldung des Querfurter Kreisblattes zufolge betrug der Personenverkehr etwa 23 000 Personen im ersten Drittel seines Bestehens. Dafür wurden die Fahrpläne mehrfach verändert. Ebenso fuhren nun fünf Zugpaare täglich und eine Verbesserung der Anschlüsse in Artern und Naumburg erfolgte. Die Region profitierte von der Eisenbahn sehr. Von verschiedenen Bahnhöfen der Strecke zweigten später noch weitere Kleinbahnen ab. Auch zahlreiche Anschlussbahnen sowie Güter- und Ladegleise der örtlichen Kali- und Zementindustrie entstanden.

### Betrieb bis 1990
Obwohl die ersten Betriebsjahre durch einen stetigen Aufwärtstrend geprägt waren, setzte sich diese Entwicklung in den Jahren 1895 bis zum Jahreswechsel 1905/06 nicht weiter fort. Ein Grund ist darin zu sehen, dass die Verkehrsbedürfnisse im Einzugsgebiet nicht weiter wuchsen. Die nötigen Einnahmen, um mit Ausbaumaßnahmen zu beginnen, blieben aus. Mit der im Jahre 1914 eröffneten Finnebahn war in Laucha ein kompletter Umbau des Bahnhofs zu einem Trennungsbahnhof verbunden. Die Bahnsteige wurden in Richtung Süden verschoben, um Platz für neue Güter- und Ladegleise zu schaffen. Hinzu kamen zwei mechanische Stellwerke der Bauart Jüdel. Die Unstrutbahn erhielt einen eigenen Bahnsteig. Als Zugang zu den Bahnsteigen diente ein neu errichteter Personentunnel. Teilweise waren diese Bahnsteige auch überdacht. Der Bahnsteig der Unstrutbahn verfügte sogar über einen kleinen Kiosk.
Anfangs prägten Kalk- und Sandstein sowie die Landwirtschaft das Güterverkehrsaufkommen auf der Unstrutbahn. Mit der Zeit gewannen auch die beiden Großkunden Zementwerk Karsdorf und Kalischacht Roßleben mehr an Bedeutung. Ohne die Eisenbahn wären diese Verkehrsleistungen nicht möglich gewesen. Daher entstand Mitte der 1970er Jahre die Idee, die Durchlässigkeit der Strecke zu erhöhen. So wurde über einen zweigleisigen Ausbau und über die  Elektrifizierung nachgedacht. Güterzügen mit bis zu 120 Achsen Länge fehlte es für die Zugkreuzungen an Platz. Auch auf der Verbindung zwischen Naumburg und Erfurt besaß die Unstrutbahn als Umleitungsstrecke eine gewisse Bedeutung.

### Betrieb seit 1990
Der Güterverkehr ist auf dem Abschnitt Artern–Nebra seit dem 31. Dezember 2001 eingestellt.
Der Schienenpersonennahverkehr (SPNV) auf Thüringer Seite wurde am 9. Dezember 2006 seitens der Landesregierung wegen Unwirtschaftlichkeit nicht mehr weiter bestellt. Daraufhin hat die DB Netz AG Anfang 2007 den Thüringer Abschnitt der Strecke ausgeschrieben, um sie an ein anderes Unternehmen zu verkaufen oder zu verpachten. Die Ausschreibungsfrist endete am 30. April 2007. Beworben hatten sich nach Angaben der DB zwei Unternehmen. Ein Bewerber war die Deutsche Regionaleisenbahn (DRE), der andere Bewerber die Westfälische Almetalbahn GmbH (WAB). Die WAB wollte die Bahn für den Güterverkehr, insbesondere Zementtransporte, wieder reaktivieren. Schließlich hat die DRE im Mai 2008 den 20-jährigen Pachtvertrag mit der DB Netz AG für den Streckenabschnitt Nebra–Artern abschließen können.

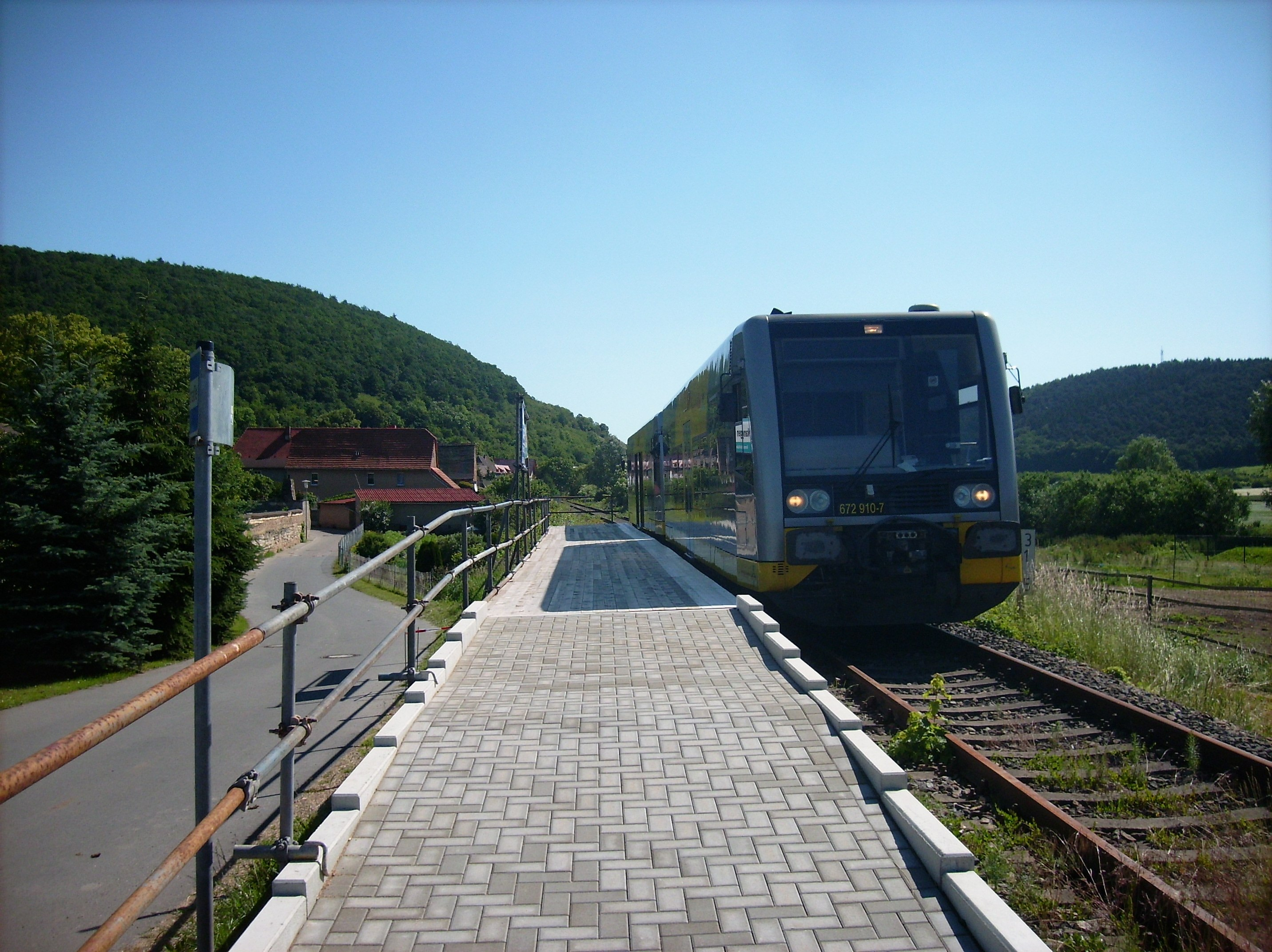
Der neue Haltepunkt in Wangen mit zwei LVT/S der Burgenlandbahn.

Am 22. Januar 2009 erhielt die DRE die Betriebsgenehmigung für die Strecke Nebra–Artern. Nachdem die DRE einen Behelfsbahnsteig in Wangen errichtete, der am 9. April 2009 von Verkehrsminister Karl-Heinz Daehre eingeweiht wurde, befahren seit 10. April die vom Land bestellten Züge die etwa zwei Kilometer lange Strecke von Nebra nach Wangen (Unstrut). Damit existiert für die Besucher der im Sommer 2007 eröffneten Arche Nebra (das Besucherzentrum zur Himmelsscheibe von Nebra) eine direkte Bahnverbindung aus Richtung Naumburg, ohne dass in Nebra in den Omnibus umgestiegen werden muss.
Vom 8. Oktober 2011 bis zum 31. Januar 2012 war die Strecke für den Bahnverkehr komplett gesperrt. Während dieser Zeit wurde die noch aus dem  Jahr 1887 stammende Saalebrücke bei Naumburg neu gebaut. Neben dieser Baumaßnahme wurden die Bahnhöfe und Haltepunkte an der Strecke saniert. Neue Bahnsteige wurden an den Bahnhöfen und Haltepunkten Kleinjena, Balgstädt, Laucha, Kirchscheidungen, Karsdorf, Reinsdorf (b Nebra) und Nebra errichtet, hierbei wurden in Karsdorf, Reinsdorf (b Nebra) (ehemals Vitzenburg) und Freyburg (Unstrut) die Bahnsteige in eine verkehrsgünstigere Lage verschoben. Ein völlig neuer Haltepunkt im Naumburger Stadtteil Roßbach wurde am 10. März 2012 in Betrieb genommen, ebenso der in der Lage verschobene neue Haltepunkt in Freyburg (Unstrut).
Die für den westlichen Streckenteil Nebra–Artern von der DRE geplante Ertüchtigung zur Aufrechterhaltung des Güterverkehrs bis zum Beginn der Streckensperrung im Jahr 2011 erfolgte nicht. Diese erfolgte erst Anfang Mai 2012, als erstmals nach vier Jahren wieder ein Zug den bisher gesperrten Streckenabschnitt Roßleben–Artern befuhr. Da jedoch wegen einer baufälligen Eisenbahnbrücke östlich von Roßleben kein Güterverkehr auf diesem Streckenabschnitt möglich war, wurde diese im Sommer 2014 beseitigt und der Bahndamm geschlossen. Dadurch ist wieder die gesamte Strecke zwischen Artern und Naumburg für schwere Güterzüge befahrbar.
Im November 2011 wurde das Anschlussgleis zum ehemaligen Kaliwerk in Roßleben durch Mitglieder der IG Unstrutbahn e. V. wieder befahrbar gemacht, da zur Abdeckung der Kalihalde Schüttguttransporte geplant waren, die allerdings bisher nicht stattfanden.

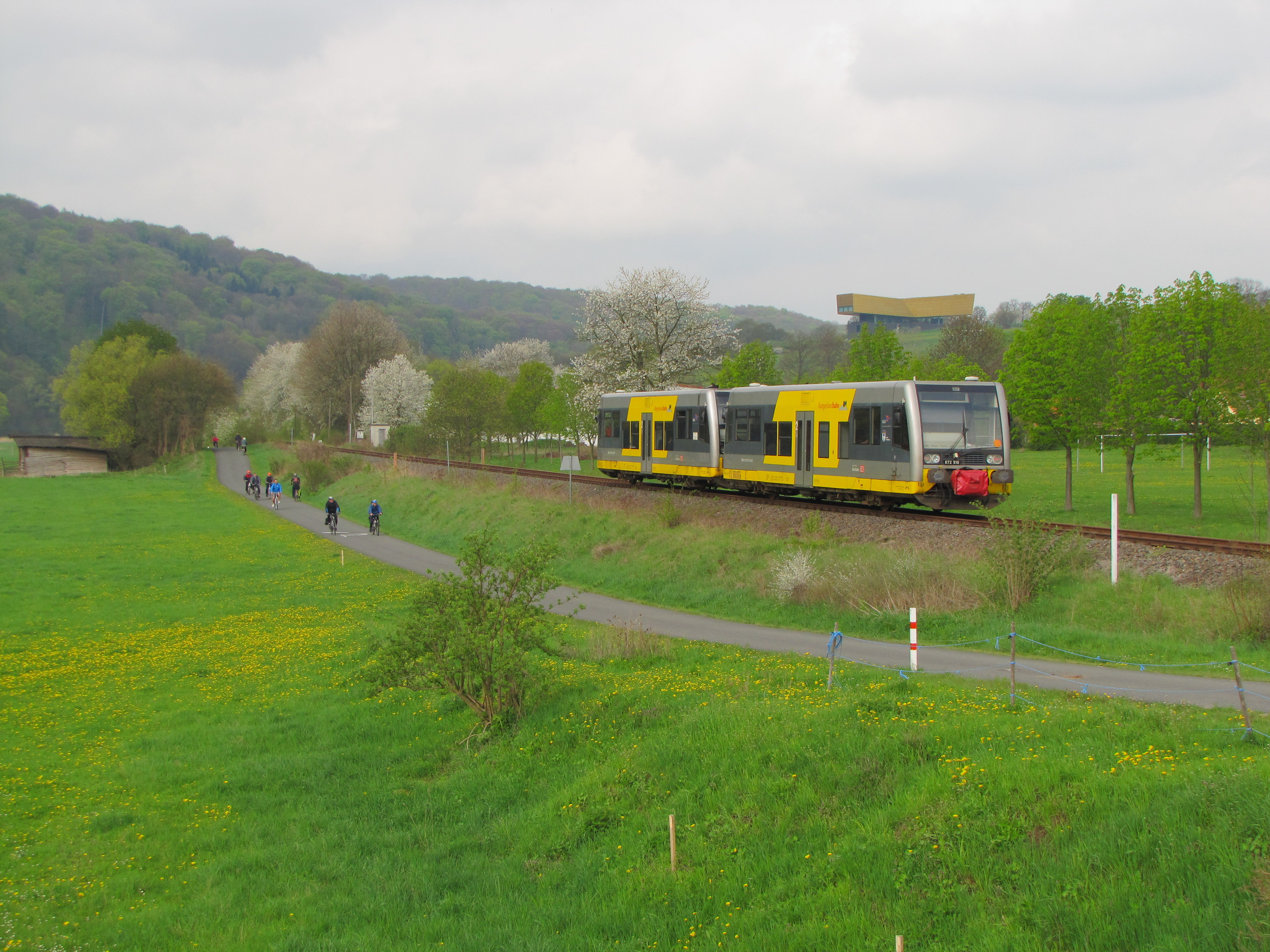
Burgenlandbahn-LVT/S 672 902 und 910 als RB 34868 (Naumburg Ost–Roßleben) in Wangen

Nördlich von Naumburg wurde Anfang 2015 die Streckenhöchstgeschwindigkeit von 50 auf 80 km/h erhöht, so dass die Fahrzeit bis Freyburg um ein bis zwei Minuten reduziert werden konnte. Auch im DRE-Abschnitt wurde mit dem Stopfen von etwa 1200 Meter Gleis zwischen Nebra und der Landesgrenze die Streckengeschwindigkeit auf 40 bzw. 50 km/h erhöht. Dadurch verkürzt sich die gesamte Reisezeit zwischen Nebra und Roßleben um bis zu sechs Minuten.
Im November 2015 wurden im Bahnhof Laucha nicht mehr benötigte, bereits abgeklemmte Weichen und die Unterführung Richtung Stadtzentrum zurückgebaut. Der verbleibende denkmalgeschützte Teil nach Stadtfeld wurde saniert und am ebenerdigen Überweg zur Bushaltestelle eine Schranke installiert. Außerdem wurde der Bahnhof Vitzenburg zur Ausweichanschlussstelle (Awanst) umgebaut. Die in Naumburg ansässige Saale-Unstrut-Bahn GmbH (SUB), die 2011 von Mitgliedern der IG Unstrutbahn e. V. gegründet worden ist, hat dort Gleise erworben, um Schienenfahrzeuge abzustellen sowie Be- und Entladungen zu ermöglichen. Bis zum Fahrplanwechsel am 8. Dezember 2018 wurde der SPNV durch die Burgenlandbahn mit Triebwagen der Baureihe 672 im Stundentakt durchgeführt.
Im Oktober 2021 wurde das EZMG-Stellwerk Nebra außer Betrieb genommen. Nach den notwendigen Umbauarbeiten wurde im November der Abschnitt Karsdorf–Nebra auf Zugleitbetrieb umgestellt. Zugleiter ist der Fahrdienstleiter Karsdorf.

## Gegenwärtiger Betrieb
Der SPNV auf dem sachsen-anhaltischen Streckenabschnitt Naumburg – Wangen wird seit dem Fahrplanwechsel im Dezember 2024 von DB Start mit Lint-41-Triebwagen unverändert im Stundentakt durchgeführt. Die Zugkreuzungen erfolgen kurz vor der halben Stunde im Bahnhof Laucha (Unstrut) und kurz vor der vollen Stunde im Bahnhof Nebra. Der weiterführende Streckenabschnitt von Wangen bis in das thüringische Artern wird nur selten für Sonderfahrten genutzt. An Werktagen nutzen rund 550, an Sonnabenden 800 sowie an Sonn- und Feiertagen rund 700 Fahrgäste die Unstrutbahn (Stand: 2017). Feste entlang der Strecke wie die Saale-Weinmeile und das Freyburger Winzerfest sorgen für starke Aufkommensspitzen.
Güterverkehr findet derzeit unregelmäßig zur Anschlussbahn im Zementwerk Karsdorf statt. Dort werden vorwiegend auf den Gleisanlagen der Erfurter Bahnservice GmbH nicht mehr benötigte Lokomotiven und Personenwagen der Deutschen Bahn AG und auch Güterwagen verschiedener Unternehmen abgestellt. Zudem unterhält das Unternehmen vor Ort eine Bahnwerkstatt. Darüber hinaus verkehren unregelmäßig Güterzüge zur Abstellung in die Anschlussbahn (Awanst Vitzenburg) der Saale-Unstrut-Bahn GmbH. Gelegentlich werden in dieser Anschlussbahn auch Holzganzzüge beladen oder baulogistische Umladungen für die Deutschen Bahn AG durchgeführt.

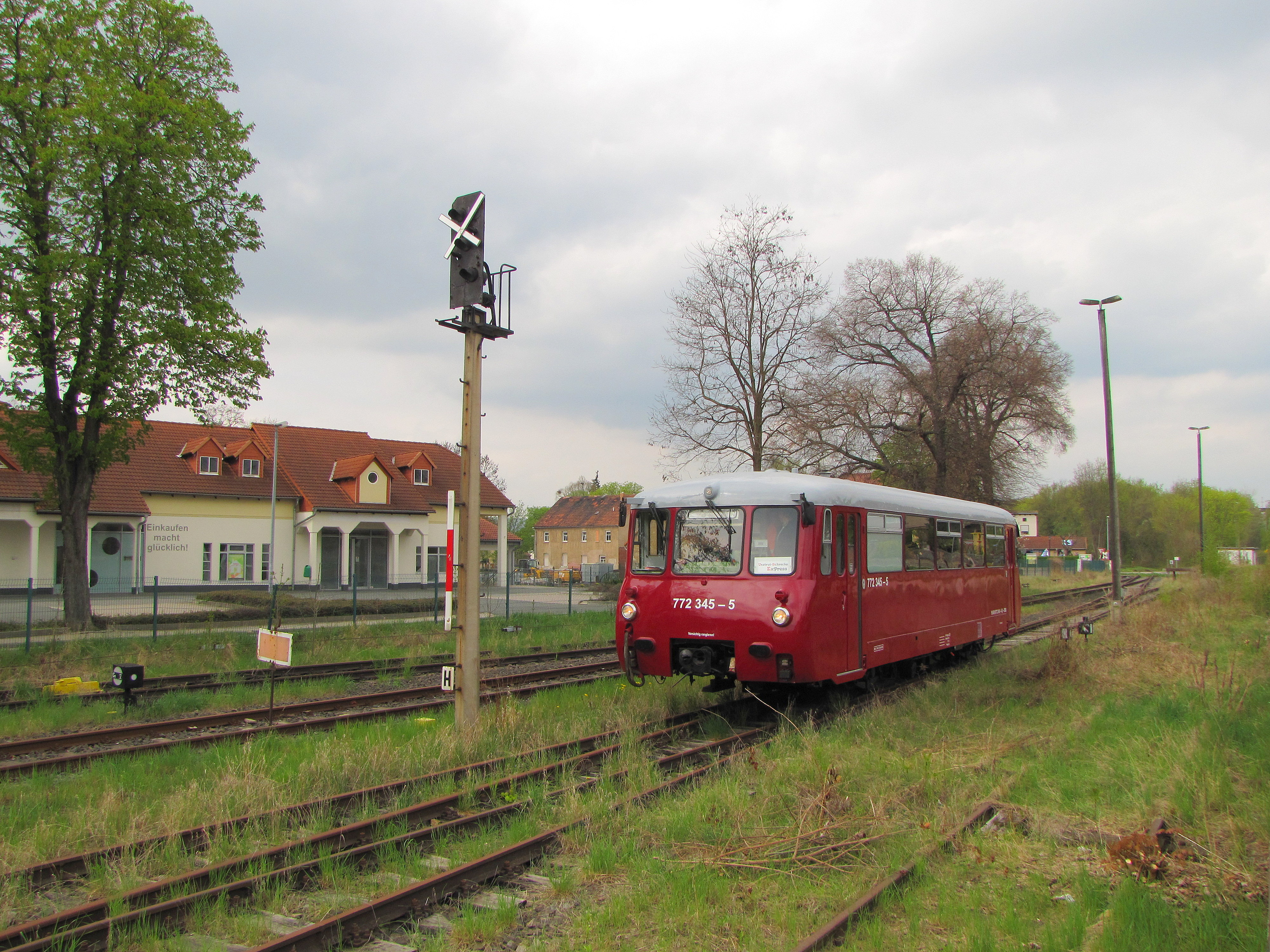
Ein LVT der Erfurter Bahnservice als „Unstrut-Schrecke-Express“ in Roßleben, 2013

Sonderzüge im Unstruttal sind regelmäßig zu beobachten, die vorwiegend aus dem Raum Chemnitz, Leipzig und Eisenach Touristen in die Weinstadt Freyburg bringen, um die Sektkellerei oder das jährlich Winzerfest zu besuchen. Seit dem Jahr 2012 verkehrt darüber hinaus der „Unstrut-Schrecke-Express“, ein Projekt der IG Unstrutbahn e. V. Mehrmals im Jahr verkehrt dieser von Naumburg über Erfurt und Artern nach Roßleben, um Ausflüglern den landschaftlich reizvollen Höhenzug der Hohen Schrecke, am Unterlauf der Unstrut gelegen, durch Wanderungen oder Besichtigungen von dortigen Ausflugszielen näher zu bringen. Am 1. Mai 2018 führte der Förderverein Finnebahn e. V. (FFB) anlässlich des Freyburger Weinfrühlings die erste Sonderfahrt unter der Bezeichnung „Finne-Unstrut-Xpress“ (FUX) durch, die von Sömmerda über die Pfefferminzbahn ins Unstruttal führte.
Seit dem Fahrplanwechsel 2019/2020 sind die Haltepunkte Naumburg-Roßbach, Kleinjena und Balgstädt Bedarfshalte.

## Bürgerschaftliches Engagement
In Thüringen hat sich im Jahr 2005 die gemeinnützige Interessengemeinschaft (IG) Unstrutbahn e. V. gegründet, die sich für die Nutzung und den Erhalt der Unstrutbahn einsetzt. Der Verein hat durch die Mithilfe beim Bahnsteigbau in Wangen dazu beigetragen, dass die Zugverbindung von Nebra dorthin verlängert werden konnte. Er setzt sich vor allem durch die Organisation von Sonderfahrten dafür ein, dass auf der Gesamtstrecke bis Artern wieder regelmäßig Schienenpersonenverkehr stattfindet. Hierzu werden auch Arbeiten an der Strecke, wie zum Beispiel das Freischneiden von Bewuchs und Bahnsteigpflegearbeiten, durchgeführt.